# Hyperbola zicsii
Hyperbola zicsii är en fjärilsart som beskrevs av László Anthony Gozmány. Hyperbola zicsii ingår i släktet Hyperbola och familjen äkta malar. Inga underarter finns listade i Catalogue of Life.